# Traghetto di Leonardo

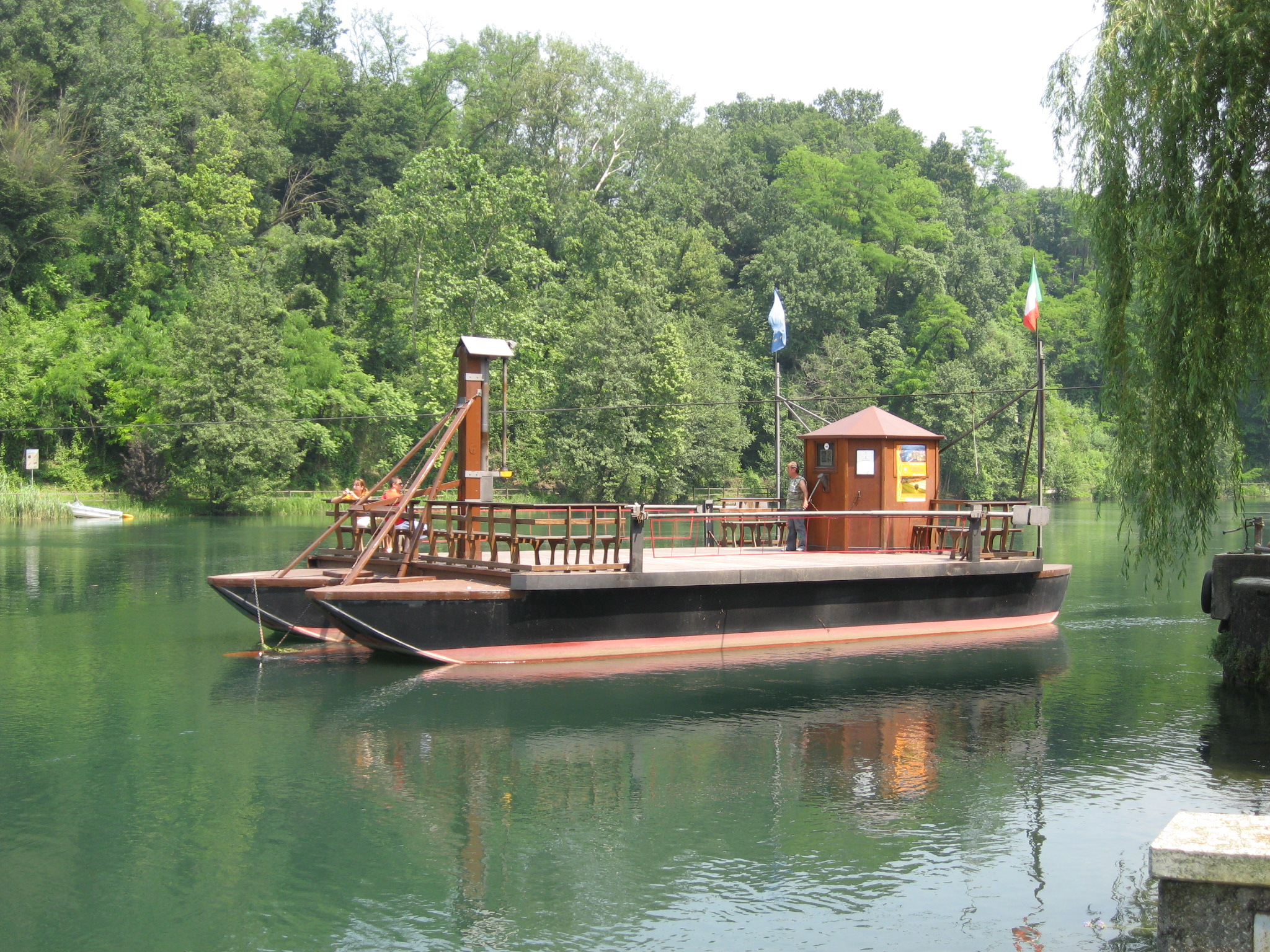
Il traghetto durante una traversata

Il traghetto di Leonardo è un particolare tipo di traghetto a mano, che prende il nome dal suo presunto inventore, Leonardo da Vinci. Esistono due soli esemplari tuttora funzionanti: uno unisce i moli di Imbersago (Lecco) e Villa d'Adda (Bergamo), all'interno dell'Ecomuseo Adda di Leonardo da Vinci; l'altro collega i moli sulle due sponde opposte del fiume Tevere, all'interno della Riserva Naturale di Nazzano (Roma).

## Funzionamento

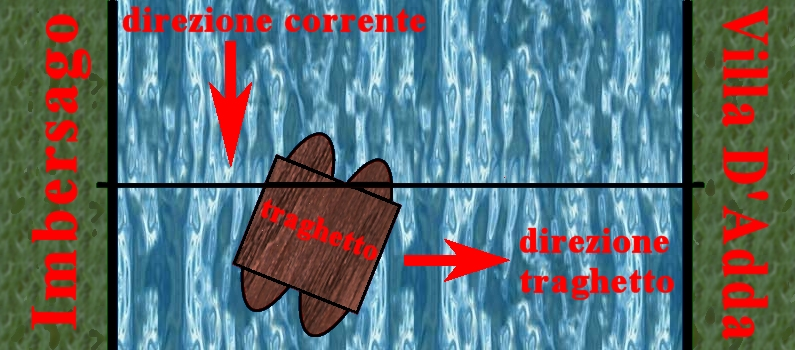
Funzionamento del traghetto

Tra le due sponde del fiume è stato teso un cavo d'acciaio, a cui è affrancato il traghetto. Il traghetto trae il movimento dalla corrente del fiume, rendendo inutile l'uso di un motore. L'esemplare tuttora in funzione permette di portare fino a 100 persone e 5 automobili, grazie alla superficie di 60 mq, e viene fatto funzionare da una sola persona. Il manovratore opera su un timone per orientare il traghetto mentre, con l'uso di un bastone in ferro, agisce sul cavo d'acciaio dando la spinta iniziale.
Non appena i due scafi si trovano in posizione obliqua, la corrente ne permette la traversata.
Il traghetto di Olginate aveva un funzionamento leggermente differente, essendo ancorato a un palo conficcato al centro del fiume. In questo modo il traghetto faceva un movimento a pendolo, costringendo i manovratori a completare a remi la traversata.

## Storia

### L'invenzione
Nonostante il nome, non v'è certezza che Leonardo sia il reale inventore; di sicuro si sa che studiò a lungo il progetto nel periodo che passò a lavorare per Ludovico il Moro, signore di Milano.
In seguito ai suoi studi, disegnò un traghetto uguale in tutto e per tutto a quello esistente tuttora a Imbersago. Gli studi vennero effettuati dall'inventore durante il proprio soggiorno a Vaprio d'Adda sotto al Girolamo Melzi, negli anni 1506-1507; il disegno che ne risultò, datato 1513, è stato incluso nel Codice Windsor e viene conservato nell'omonimo castello in Inghilterra. Il famoso disegno del "porto della Canonica di Vaprio" raffigura il traghetto (detto "porto") vincolato a una fune, modello comune a tutto il corso del fiume.

### La gestione dei Landriani
Tariffario deciso dal Senato Milanese, atto del 20 luglio 1604:
- Pedone: 1 soldo e 6 denari
- Pedone con cavallo: 3 soldi
- Capi di bestiame: 1 soldo e 6 denari
- Balla di lana: 1 soldo e 6 denari
- Carrozza: 11 denari
- Carro carico: 11 denari
- Carro vuoto: 9 denari
- Maiale: 9 denari
- Maialino: 5 denari
- Brenta di vino: 9 denari
- 100 pecore o capre: 16 soldi
- Mola da mulino: 12 soldi

Nel medioevo il transito sull'Adda era svolto con diverse imbarcazioni, prima di essere interrotto totalmente a causa del passaggio della sponda bergamasca sotto il governo della Serenissima.
Nel 1512 Tommaso Landriani, un signorotto proveniente dal milanese, ma con residenza a Imbersago, mise le mani sul porto, acquistandolo da Giovan Angelo e Michele Airoldi (allora signori di Imbersago), oltre a un fabbricato sempre presso il molo. La Regia Maestà ed il Senato Milanese concessero ai Landriani il diritto di ripristinare il servizio di traghetto, con la conseguente riscossione del relativo pedaggio. La gestione del traghetto avrebbe dovuto prevedere, come è logico, un accordo con la comunità di Villa d'Adda, ma i rapporti tra le due sponde erano notevolmente peggiorati negli ultimi secoli. L'accordo venne raggiunto grazie a tariffe agevolate per gli abitanti del paese bergamasco, anche se molti altri preferirono continuare con la navigazione illegale.
Questo servizio era svolto con un'imbarcazione diversa dall'attuale traghetto, che venne inaugurato solo dai Barbiano di Belgioioso.

### La gestione dei Barbiano di Belgioioso
I Barbiano di Belgioioso ereditarono dai Landriani il diritto di sfruttamento del traghetto e dovettero affrontare gli stessi problemi dei predecessori. La loro soluzione fu di migliorare il servizio, e qualche risultato lo raggiunsero. Le modifiche apportate si possono trovare in un documento del 1698. Venne espressamente vietata qualsiasi forma di trasporto fluviale diversa dal traghetto, venne promessa al gestore del traghetto (che l'aveva avuto in affitto) la costruzione di un ufficio nei pressi del molo e vennero obbligati i viaggiatori ad aiutare il gestore nel carico-scarico merci.
Il traghetto veniva usato senza permesso durante la notte, per cui si rese necessario l'uso di catene per ancorarlo. Il conte Alberico fu colui che inaugurò il traghetto che conosciamo oggi, caratterizzato dal trasporto a fune che divenne operativo nel 1678, grazie all'accordo con Villa d'Adda, che, tra le altre cose, si impegnava a costruire il sostegno per i cavi.

### La gestione dei Castelbarco

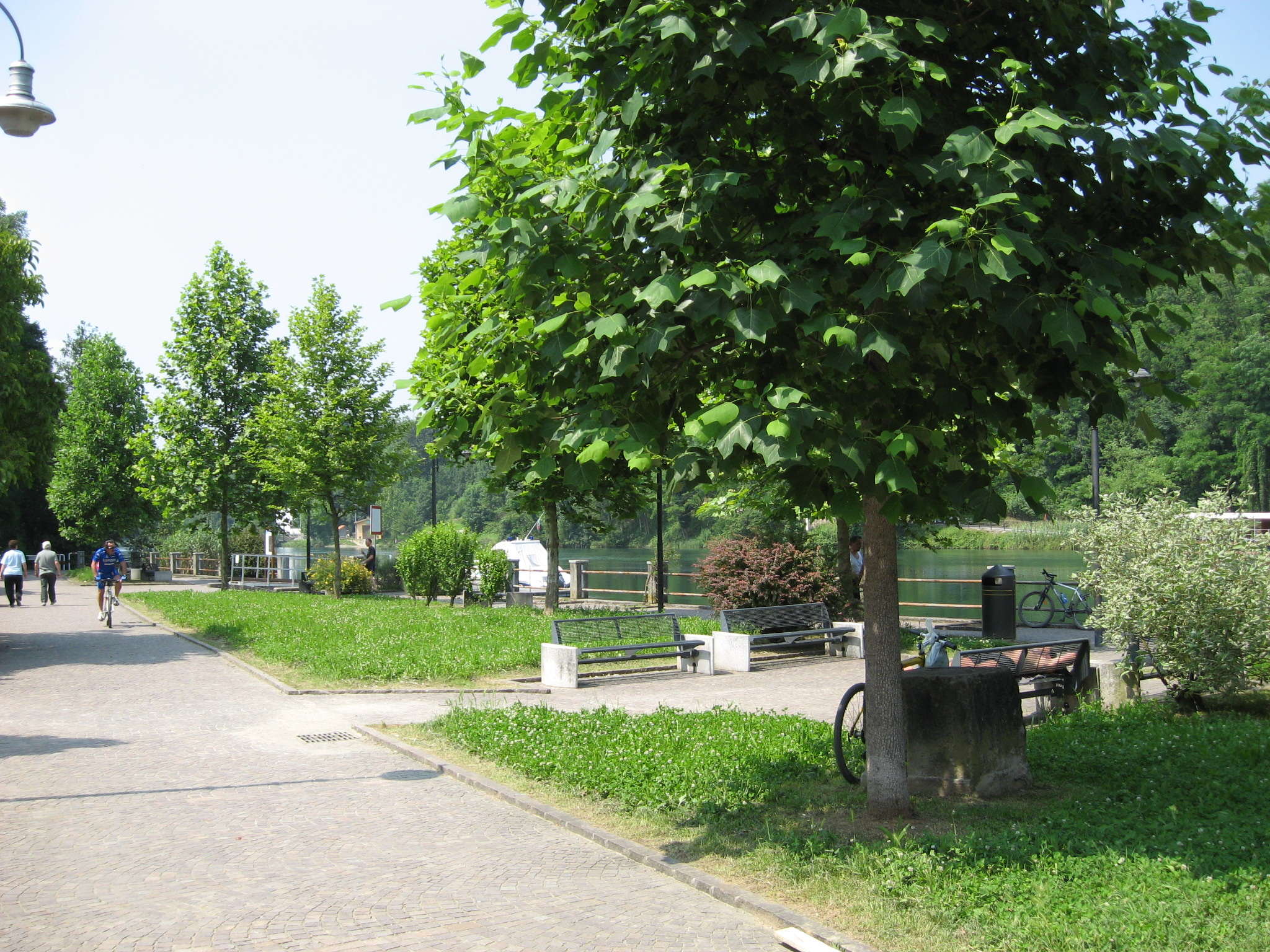
La passeggiata sull'argine

Nel novecento, durante la gestione dei Castelbarco, esisteva una sola licenza di pesca, che veniva assegnata dai conti al gestore del traghetto, Pietro Magni, il quale fungeva anche da guardiapesca. Negli anni cinquanta Costante Magni inserì un disco tra i due rulli del traghetto. In questo modo il cavo non avrebbe più potuto scorrere verticalmente, ferendo accidentalmente qualcuno. Vennero anche aggiunti dei tiranti al palo presente sulla piattaforma.

### La gestione attuale
Il traghetto è di proprietà del Comune e viene dato in concessione ai privati. Il concessionario è Giuseppe Crevenna, che è subentrato a numerosi altri predecessori. Tra il 1900 si sono succeduti i seguenti concessionari:
- Carlo Maggioni
- Luigi Maggioni
- Samuele, Pietro e Costante Magni
- Vincenzo Maggioni
- Mario Spada
- Paolo Viscardi
- Annamaria Milani
- Renato Villa
- Mariarosa Milani
- Donato Frisia
- Giuseppe Crevenna

Nel dicembre del 1991 il traghetto venne bloccato, perché non più in regola con le norme di sicurezza. Il servizio restò fermo per più di due anni, il tempo necessario perché i maestri d'ascia di Venezia ne realizzassero un identico esemplare, inaugurato il 22 maggio 1994. Il vecchio traghetto è stato acquistato dal comune di Olginate per ricordare il loro vecchio esemplare.

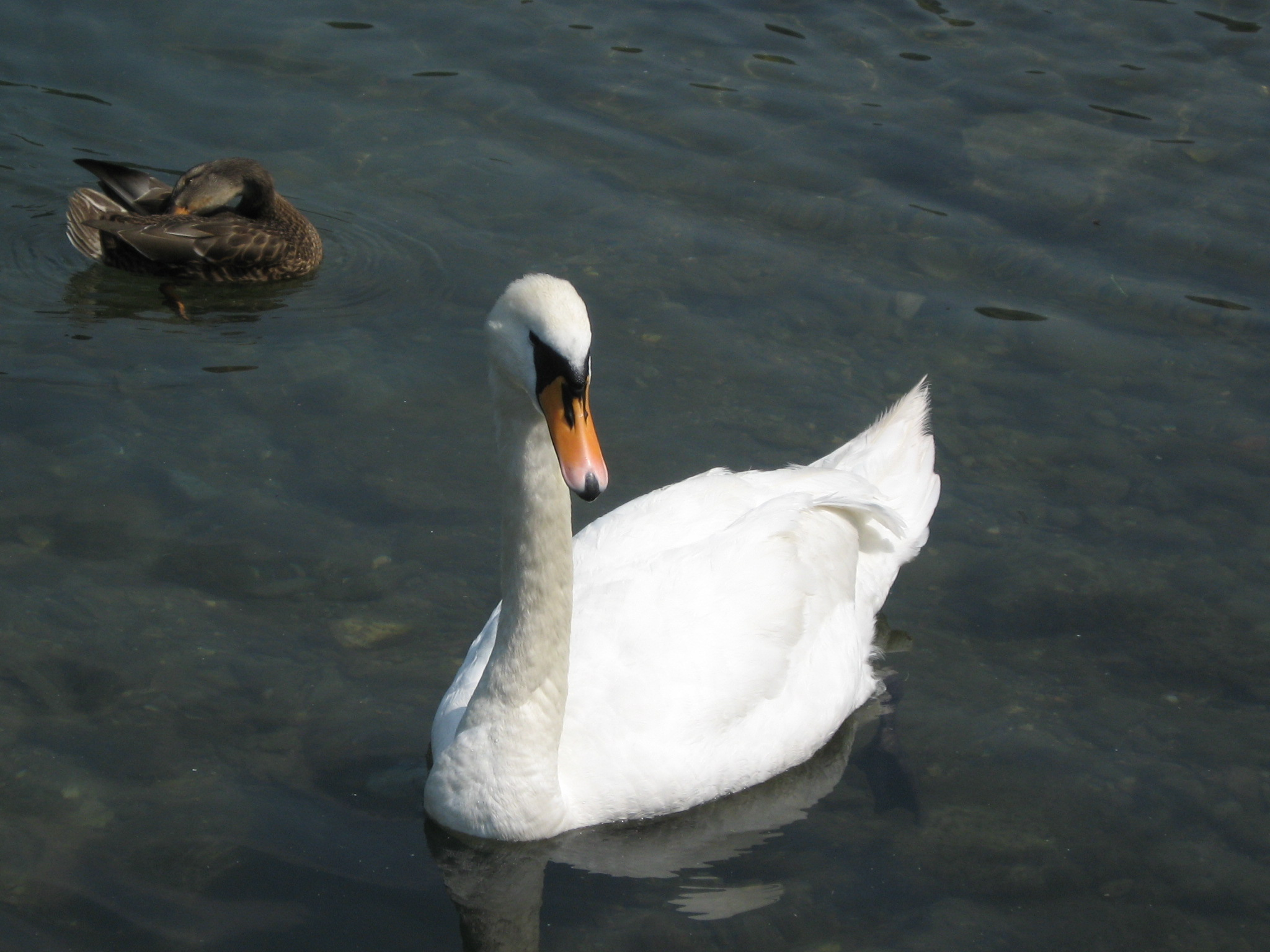
Cigni e germani reali rappresentano, insieme alle folaghe, la fauna aviaria che abita la zona del traghetto

Questa ristrutturazione ha permesso anche di fare piccoli miglioramenti, necessari per facilitarne il lavoro. All'interno degli scafi si trova un'elettropompa che riempie o svuota due casse di zavorra, nuove aggiunte, a seconda del livello del fiume. Prima venivano riempiti gli scafi, provocando danni alle strutture in legno. Per evitare i danni causati dalla pioggia, sono stati coperti gli scafi, ed il ponte del traghetto ha ora una forma leggermente concava. La parte esterna degli scafi è stata plastificata e ricoperta con fibra di vetro, sempre per lo stesso motivo.

### Personaggi celebri

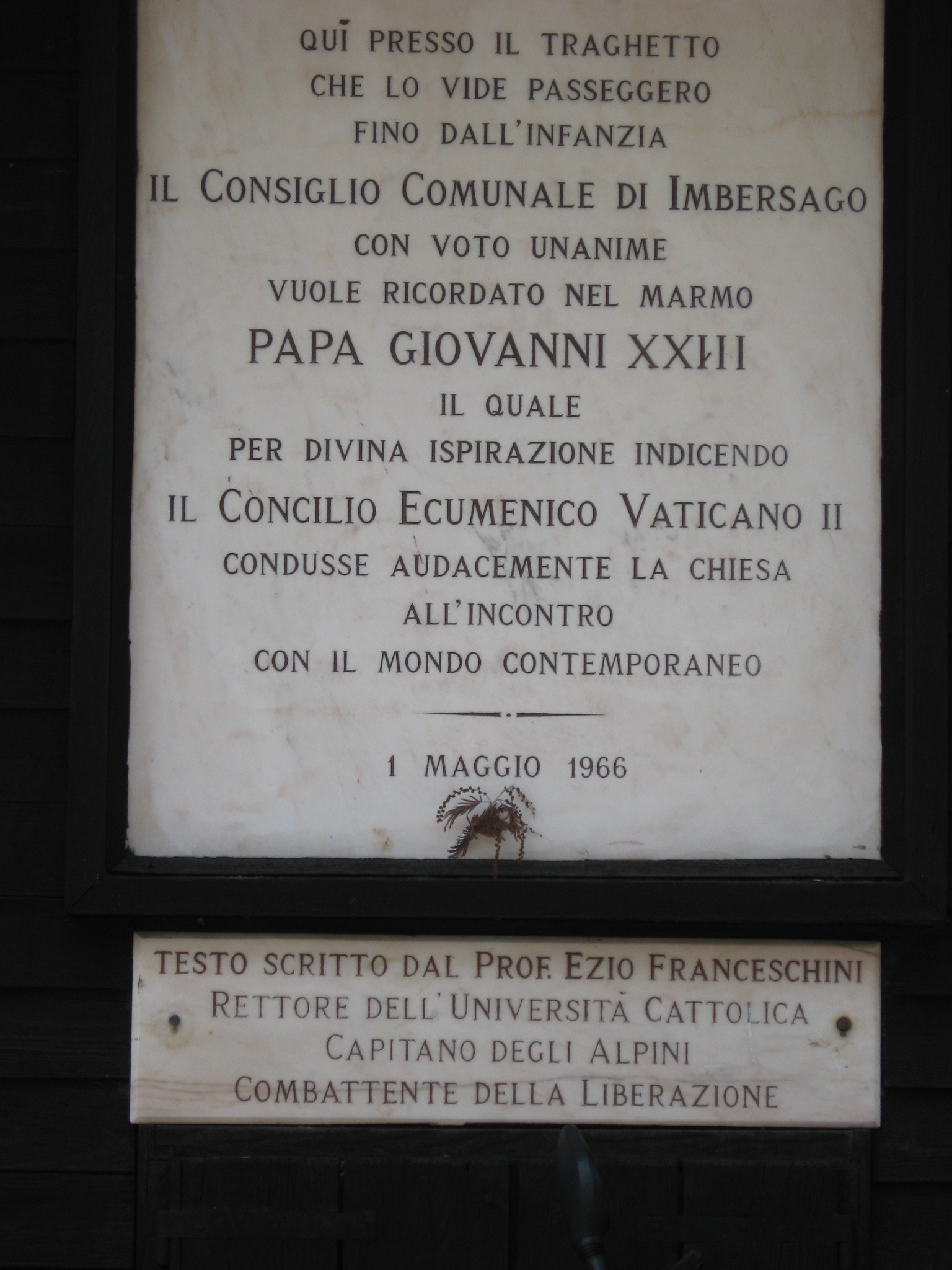
La lastra in marmo posta dal comune di Imbersago per ricordare Papa Giovanni XXIII.

Papa Giovanni XXIII, durante i suoi molteplici pellegrinaggi per raggiungere il Santuario della Madonna del Bosco, era solito transitare sul traghetto. Ormai da anni l'amministrazione locale di Imbersago ha fatto collocare una lapide in marmo per ricordarne i passaggi (vedi immagine).

## Altri esemplari
Negli anni vennero creati diversi traghetti, tutti utilizzati per attraversare l'Adda. Essi collegavano:
- Olginate e Calolziocorte: citato in scritti del 1575 che parlano dell'epidemia di peste;
- Brivio e Cisano Bergamasco: traghetto che Ludovico il Moro cedette ai Borromeo nel 1499; dal 1917 è stato sostituito da un ponte in cemento;
- Imbersago e Villa d'Adda: l'unico ancora funzionante;
- Trezzo sull'Adda e Capriate San Gervasio: raffigurato su una mappa del 1592[9];
- Vaprio d'Adda e Canonica d'Adda: questo era quello disegnato dal genio di Vinci.

L'unico esemplare tuttora funzionante di questo genere di traghetti è di proprietà del comune di Imbersago e collega il paese a Villa d'Adda, unendo il Meratese (LC) alla provincia di Bergamo.

## Turismo
Il costo della traversata per una persona è di 1,50 centesimi di euro, cosa che, unita alla quiete del paesaggio del Parco Adda Nord, rende il luogo una meta turistica della Brianza.
A bordo del traghetto è possibile caricare biciclette, moto, autovetture e cani. 
La sponda imbersaghese permette anche una passeggiata lungo l'argine, sia nella direzione nord verso Brivio e Lecco), sia in direzione sud verso Paderno d'Adda e Milano, lungo il percorso dell'Ecomuseo Adda di Leonardo da Vinci. Sul lato bergamasco sono presenti aree per pic-nic, ristoranti e trattorie.
La fauna del luogo comprende anche intere colonie di cigni, germani reali e folaghe.